# Saga de Ingvar, o Viajado
A saga islandesa medieval Yngvars saga víðförla (literalmente em português: Saga de Yngvar, o Viajado) é a história lendária da vida do caudilho viking sueco Ingvar, o Viajado (séc. IX-X), escrita na Islândia durante o século XII, possivelmente por Oddr Snorrason.
O texto narra uma expedição viking através da Rússia até uma região possivelmente identificada como a Geórgia, no Cáucaso, e ao Mar Cáspio.